# Lützel (Hilchenbach)
Die Lützel ist der am höchsten gelegene Stadtteil von Hilchenbach, Kreis Siegen-Wittgenstein, Nordrhein-Westfalen (Deutschland).

## Geographische Lage
Die Ortschaft Lützel liegt innerhalb des Siegerlands im südöstlichen Stadtgebiet von Hilchenbach und grenzt an Netphen im Südsüdwesten und Erndtebrück im Ostnordosten. Die Lützel befindet sich auf dem Rothaargebirgskamm auf 575,1 m ü. NHN (Ortsmitte) an der Bundesstraße 62 und besitzt in ihrer Umgebung mehrere Naturschutzgebiete. Etwa 1,2 km südsüdöstlich der Ortschaft befindet sich an der südostwärts verlaufenden Eisenstraße die „Siedlung Lützel“.
Die höchste Erhebung bei der Lützel ist der 658,5 m hohe Pfaffenhain auf der Rhein-Weser-Wasserscheide, auf dessen Westgipfel Giller der Aussichtsturm Gillerturm steht. Die Lützel wird östlich von der noch jungen Eder passiert, welche in etwa 6 km Entfernung entspringt und weiter in das Wittgensteiner Land zum Nachbarort Erndtebrück fließt. Durchflossen wird sie vom 2,1 km langen Eder-Zufluss Lützelbach, der an der Giller-Ostflanke innerhalb des Dorfs entspringt und in Richtung Osten abfließt. Etwa 1,5 km in Richtung Erndtebrück an der Mündung des Wehbach in die Eder befindet sich der Weiler Altenteich.

## Klima
Aufgrund der Höhenlage ist das Klima auf der Lützel eher rau bis kühl. Temperaturen von 30 °C werden in den Sommermonaten selten erreicht; im Winter bilden sich aufgrund des ständig ausgesetzten Windes häufig Eisablagerungen über dem Ort. Die Schneehöhe liegt zwischen 50 und 80 cm. Wegen der steilen Lage vom Talort Afholderbach aus kommt es oft zu Stauniederschlägen mit mäßig bis starker Intensität. Weiterhin ist die Lützel sehr nebelanfällig, was insbesondere bei Tauwetter beobachtet werden kann. Im Gegensatz zur Gemeinde Erndtebrück, die häufig kalte Tiefsttemperaturen aufweist und nur rund 8 km entfernt ist, besitzt die Lützel wegen ihrer exponierten Höhenlage wärmere Minimum-, dafür aber kühlere Höchsttemperaturen.

## Geschichte
Die erste Besiedelung der Gegend der heutigen Lützel erfolgte im 12. Jahrhundert. Erstmals urkundlich erwähnt wurde der Ort 1515. Bis zur kommunalen Neugliederung am 1. Januar 1969 gehörte sie dem Amt Keppel an.
Der Orkan Kyrill zerstörte im Januar 2007 im Raum Lützel, Eisenstraße, Edertal, Siegquelle sowie im Nachbarort Benfe erhebliche Waldgebiete, vorwiegend Fichtenbestände.
Die Lützel liegt unweit der Dat-das-Linie (St. Goarer Linie), die das moselfränkische vom hessischen (in Wittgenstein) Sprachgebiet trennt.

## Tourismus und Wirtschaft
Die Lützel ist über die Bundesstraße 62 sowie mit der Bahnstrecke Kreuztal–Cölbe zu erreichen. Die bekannte historische Eisenstraße beginnt auf der Lützel. Der Ort verfügt über ein kleines Wintersportgebiet, welches zwei ältere Skilifte, etwa zehn km Langlaufloipen und eine Rodelbahn umfasst. Auf der Lützel können Wanderer direkt von der Bahnstation den Premiumwanderweg Rothaarsteig erwandern. Außerdem führen von und durch die Lützel weitere Wander- und Radwanderwege wie:

Oranier-Fahrrad-Route

- Ein Fahrradweg auf der Oranier-Route verbindet die Städte Diez, Nassau, Braunfels, Dillenburg, Siegen und Bad Arolsen, die seit vielen Jahrhunderten eng mit dem Königshaus der Niederlande verbunden sind, über rund 400 Kilometer.
- Der 180 km lange Eder-Radweg beginnt hier. In Nordrhein-Westfalen heißt er Ederauenweg. Der größte Teil führt durch Hessen und heißt dann Ederradweg. Er folgt dem Lauf der Eder bis zur Mündung in die Fulda bei Guxhagen.

Auf der Lützel werden immer mehr Natur- und Landwirtschaftsflächen zu Industriegelände umgewandelt. Hierdurch wird die ursprüngliche Naturlandschaft stark beeinträchtigt, was dem Tourismus schadet.

## Kultur
Am Pfingstwochenende findet das Musik-/Kultur-Festival „KulturPur“ auf dem Giller im benachbarten Grund statt, welches jährlich zahlreiche Besucher aus der größeren Umgebung anzieht.